# Szijj Katinka
Szijj Katinka (Komárom, 1993. február 25. –) magyar női sportlövő.
2004-ben ismerkedett meg a sportlövészettel. Ezután húgával rendszeresen edzett és leigazolt a Komáromi VSE-be. 2006-ban az Országos Bajnokságokon dobogós helyezéseket ért el. Azóta több országos díj birtokosa. 2009-ben lett az ifjúsági olimpiai keret tagja. 2010-ben a merakeri légfegyveres Eb-n rendezett ifjúsági olimpiai selejtezőn első helyezett lett, mellyel kvalifikálta magát a szingapúri ifjúsági olimpiára, ahol nem jutott a döntőbe és a 14. helyen végzett.
A 2013-as universiaden légpuskával 50., puska összetettben 47. puska fekvőtesthelyzetben 56. lett.

## Eredményei
- 2010
  - Junior vb: Légpuska 61. hely, 388 kör
  - Ifjúsági olimpiai selejtező: Légpuska 1. hely, 497,1 kör
  - Ifjúsági olimpia: Légpuska 14.